# Panurgus dentipes
Panurgus dentipes là một loài Hymenoptera trong họ Andrenidae. Loài này được Latreille mô tả khoa học năm 1811.